# تيري راسيل
تيري راسيل (3 يونيو 1954 - ) (بالإنجليزية: Terri Russell)‏ هي لاعبة كريكت أسترالية. شاركت مع منتخب أستراليا الوطني للكريكت.

## وصلات خارجية
- تيري راسيل على موقع إي آس بي آن كريك إنفو (الإنجليزية)